# تشارلي باشمان
تشارلي باشمان (بالإنجليزية: Charlie Bachman)‏ هو منافس ألعاب قوى ومدرب رياضي أمريكي، ولد في 1 ديسمبر 1892 في شيكاغو في الولايات المتحدة، وتوفي في 4 ديسمبر 1985 في بورت شارلوت ‏ في الولايات المتحدة.